# Славко Колар

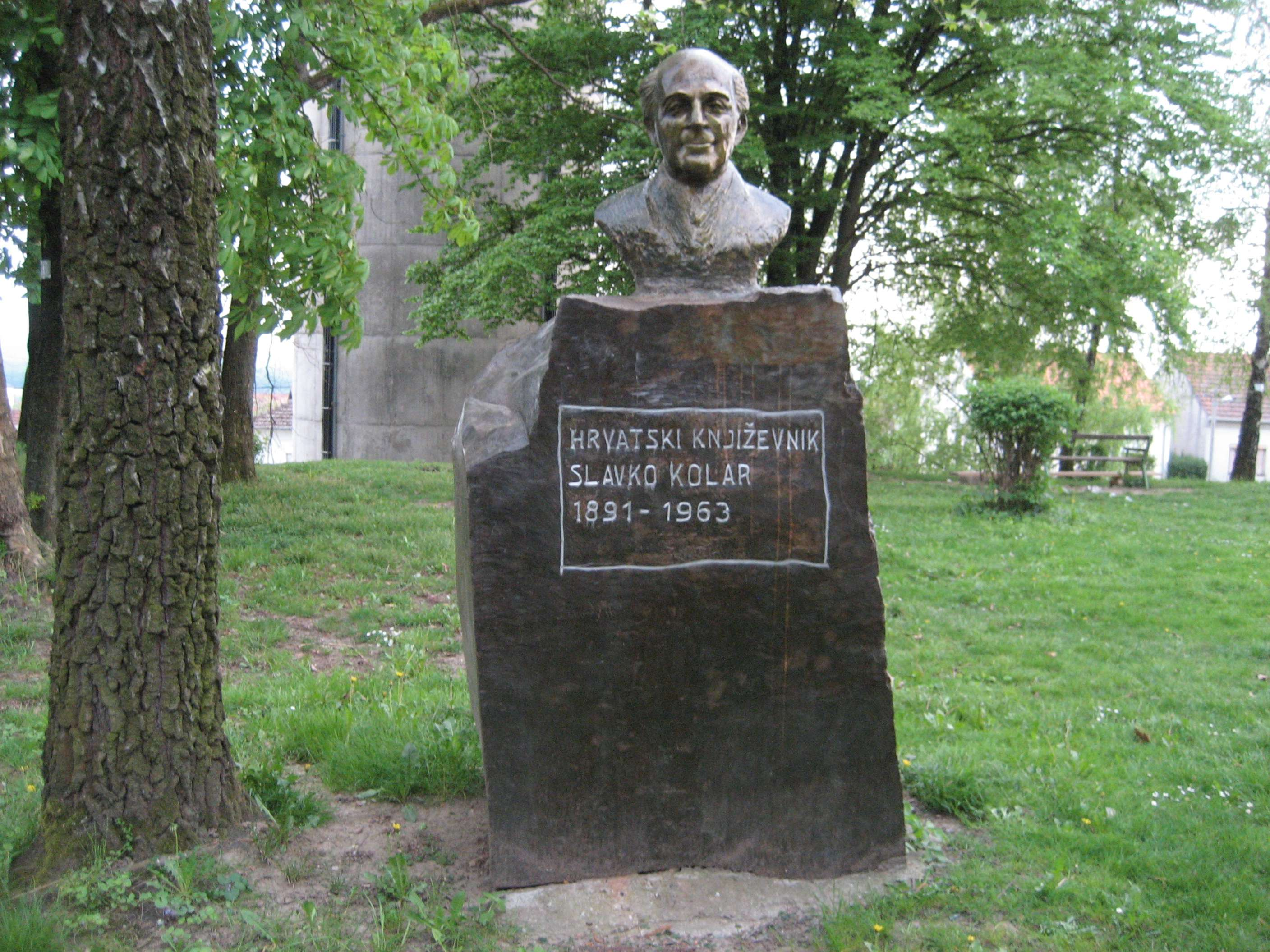
Пам'ятник Славко Колару у Чазмі

Славко Колар (хорв. Slavko Kolar; 1 грудня 1891, Палешнік, Гарешниця — 15 вересня 1963, Загреб) — хорватський письменник.
Народився в сім'ї вчителя. Здобув сільськогосподарську освіту. Був чиновником. З 1944 року брав участь у визвольній боротьбі народів Югославії проти фашистських окупантів.
Перша збірка Колара — «Усмішливі оповідання» (1917). Колар примикав до демократичного крила хорватських письменників. Його талант найяскравіше розкрився в оповіданнях із селянського життя і в політичній сатирі, висміював безпринципну позицію обивателя, його пасивність і байдужість («Куди йдеш, Європа?», 1938; «Мігудац, або Захист і похвала боягузтві», 1956). Селянські розповіді Колара відрізняються суворою стриманістю розповіді, що передає трагічну повсякденність зображуваного життя («Є ми або нас немає», 1933; «Ми за справедливість», 1936; «Пером і бороною», 1938; «Вибрані оповідання», 1958, та інші).
Твори
- Pripovijesti. Autobiografija, Zagreb, 1964;
- у російському перекладі — Тіла свого господар. — М., 1960.